# Parzyce (Basse-Silésie)
Pour les articles homonymes, voir Parzyce.
Parzyce est une localité polonaise de la gmina de Nowogrodziec, située dans le powiat de Bolesławiec en voïvodie de Basse-Silésie.